# Pfarrkirche Zemling

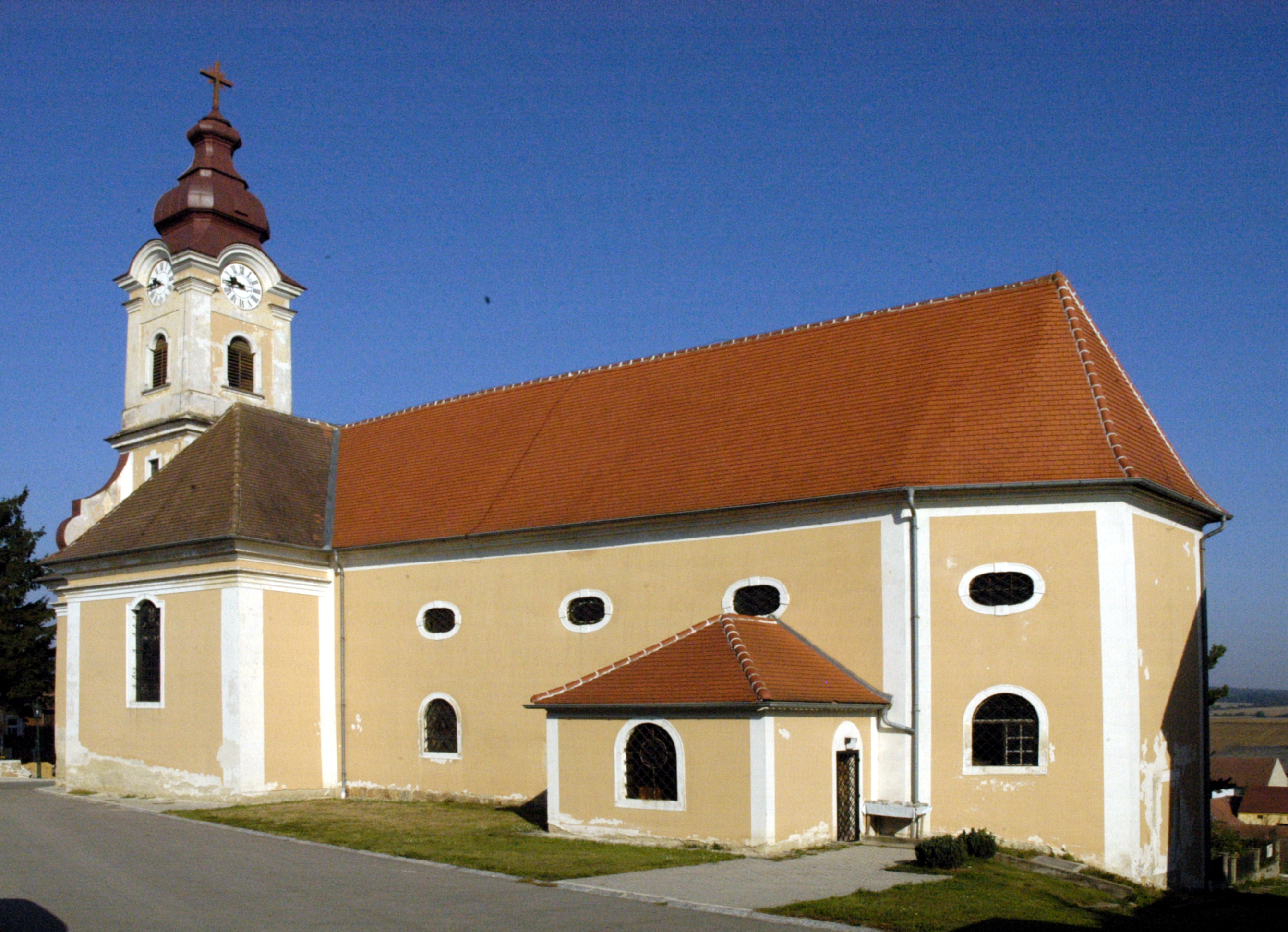
Katholische Pfarrkirche Mariä Heimsuchung in Zemling

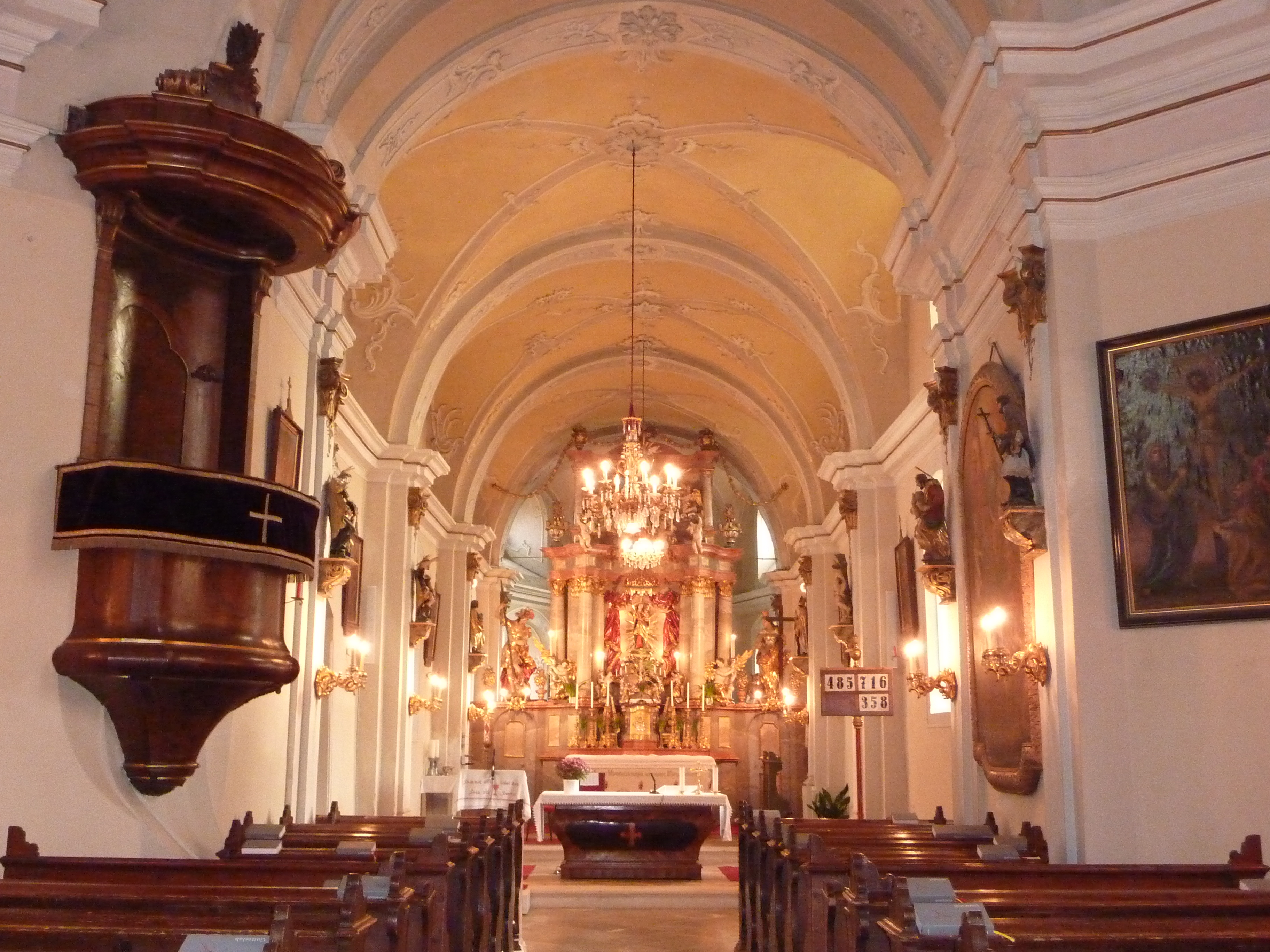
Langhaus, Blick zum Chor

Die römisch-katholische Pfarrkirche Zemling steht erhöht auf einer Geländestufe im Süden des Ortes Zemling in der Marktgemeinde Hohenwarth-Mühlbach am Manhartsberg im Bezirk Hollabrunn in Niederösterreich. Die dem Patrozinium Mariä Heimsuchung unterstellte Pfarrkirche gehört zum Dekanat Sitzendorf im Vikariat Unter dem Manhartsberg der Erzdiözese Wien. Die Kirche steht unter Denkmalschutz (Listeneintrag).

## Geschichte
Urkundlich wurde 1125 eine Burgkapelle hl. Johannes im Zusammenhang mit einer Feste genannt. 1482 wurde die Feste als zerstört genannt. Im Barock wurde die Kirche als Wallfahrtskirche genutzt. 1767 erfolgte der barocke Erweiterungsbau im Westen. 1784 wurde die Kirche zur Pfarrkirche erhoben. 1982 war eine Restaurierung.

## Architektur
An den im Kern mittelalterlichen barockisierten Saalraum schließt im Westen ein spätbarocker seitlich herausragender Zentralraum mit einem Fassadenturm an.

## Ausstattung
Die frühere Orgel, gebaut um 1909 von Franz Capek wurde durch einen Neubau mit 6 Registern von Friedrich Heftner ersetzt. Zwei Glocken goss Ferdinand Drackh (1731).